# Pat Badger
Pour les articles homonymes, voir Badger.
Patrick John Badger, né le 22 juillet 1967, est un musicien, chanteur et auteur-compositeur, principalement connu comme guitariste basse du groupe Extreme.
Il joue également dans d'autres groupes comme Tribe of Judah et Dark Desert Eagles.

## Jeunesse
Badger naît à Boston, Massachusetts, de Al Badger et Lily Badger (Aguilar). Il est d'origine irlandaise et hondurienne.

## Musique
Il chante les chœurs sur l'album Confessions de Dweezil Zappa et sur l'album Screw It! de Danger Danger, accompagné de ses compagnons d’Extreme, Gary Cherone et Nuno Bettencourt. Il chante également les chœurs sur une version live de la chanson de Van Halen, When It's Love, issue de l’album live de Sammy Hagar, Live: Hallelujah, où Cherone chante également en co-lead avec Hagar.
En 2013, Badger lance une campagne sur PledgeMusic. Cela lui permet de publier son premier album solo, Time Will Tell. En proposant du contenu exclusif aux contributeurs et en fournissant des mises à jour régulières, la campagne atteint son objectif et l’album sort fin 2014. En 2016, il lance une seconde campagne pour son deuxième album solo, Take What We Want, cette fois sous le nom Nasty Ass Honey Badgers.
En 2017, il fonde le groupe Dark Desert Eagles, un hommage aux Eagles. Le groupe inclut également le batteur d’Extreme, Kevin Figueiredo (en).